# Sjuhäradsbygdens tingsrätt
Sjuhäradsbygdens tingsrätt var en tingsrätt i Sverige som hade sitt säte i Borås. Tingsrättens domsaga omfattade kommunerna Mark, Svenljunga, Tranemo och Ulricehamn. Tingsrätten och dess domsaga ingick i domkretsen för Hovrätten för Västra Sverige. 1996 uppgick tingsrätten och dess domsaga i Borås tingsrätt och dess domsaga. 

## Administrativ historik
Vid tingsrättsreformen 1971 bildades denna tingsrätt i Borås av häradsrätterna för Marks tingslag och Kinds och Redvägs tingslag med en domkrets som utgjordes av delar av dessa tingslag. Domsagan omfattade från 1971 kommunerna Mark, Svenljunga, Tranemo och Ulricehamn. Tingsplats var i Borås.
1 oktober 1996 uppgick Sjuhäradsbygdens tingsrätt och dess domsaga i Borås tingsrätt och dess domsaga.

## Lagmän
- 1971–1973: Allan Källoff
- 1973–1985: Nils Lindroth
- 1985–1988: Harry Jusélius
- 1988–1994: Harry Claes Håkan Henriksson
- 1995-1996: Johan Mannergren